# درخت ماهون
درخت ماهون (نام علمی: Swietenia mahagoni) (به انگلیسی: West Indies Mahogany) نام یکی از گونه‌های گیاهان گلدار است. گیاه بومی جنوب فلوریدا، ایالات متحده آمریکا، باهاما، کوبا، جامائیکا و هیسپانیولا است.
درخت ماهون گل ملی کشور دومنیکا است.